# Nathan Smith (biatleta)
Nathan Smith (Calgary, 25 de diciembre de 1985) es un deportista canadiense que compite en biatlón. Ganó dos medallas en el Campeonato Mundial de Biatlón, plata en 2015 y bronce en 2016.

## Palmarés internacional
| Campeonato Mundial | Campeonato Mundial      | Campeonato Mundial | Campeonato Mundial |
| Año                | Lugar                   | Medalla            | Prueba             |
| ------------------ | ----------------------- | ------------------ | ------------------ |
| 2015               | Kontiolahti (Finlandia) | Medalla de plata   | Velocidad          |
| 2016               | Oslo (Noruega)          | Medalla de bronce  | Relevos            |